# José Holebas
José LIoyd Holebas (în greacă Χοσέ Λόυντ Χολέμπας; n. 27 iunie 1984, Aschaffenburg, Bavaria, Germania) cunoscut și ca Iosif Cholevas (în greacă Ιωσήφ Χολέβας), este un fotbalist german și grec retras din activitate, care a jucat pe post de fundaș lateral, fundaș central sau fundaș la echipe ca Olympiacos, TSV 1860 München II⁠(d) și 1860 München.

## Biografie
José LIoyd Holebas s-a născut pe 27 iunie 1984 în Aschaffenburg, Germania de Vest. Tatăl său, Achilles, este din Trikala, Grecia, iar mama sa, Lowis, este din Uruguay. José are o fiică pe nume Tanisha și a fost căsătorit cu o nemțoiacă, Diana Jüncker.

## Palmares
Olympiacos
- Superliga Greacă (4): 2010–11, 2011–12, 2012–13, 2013–14
- Cupa Greciei (2) : 2012, 2013